# Geruite napslak
De geruite napslak (Emarginula fissura) is een slakkensoort uit de familie Fissurellidae. De wetenschappelijke naam van de soort is gepubliceerd in 1758 door Linnaeus in de tiende editie van Systema naturae. 